# Teodoro Buhain

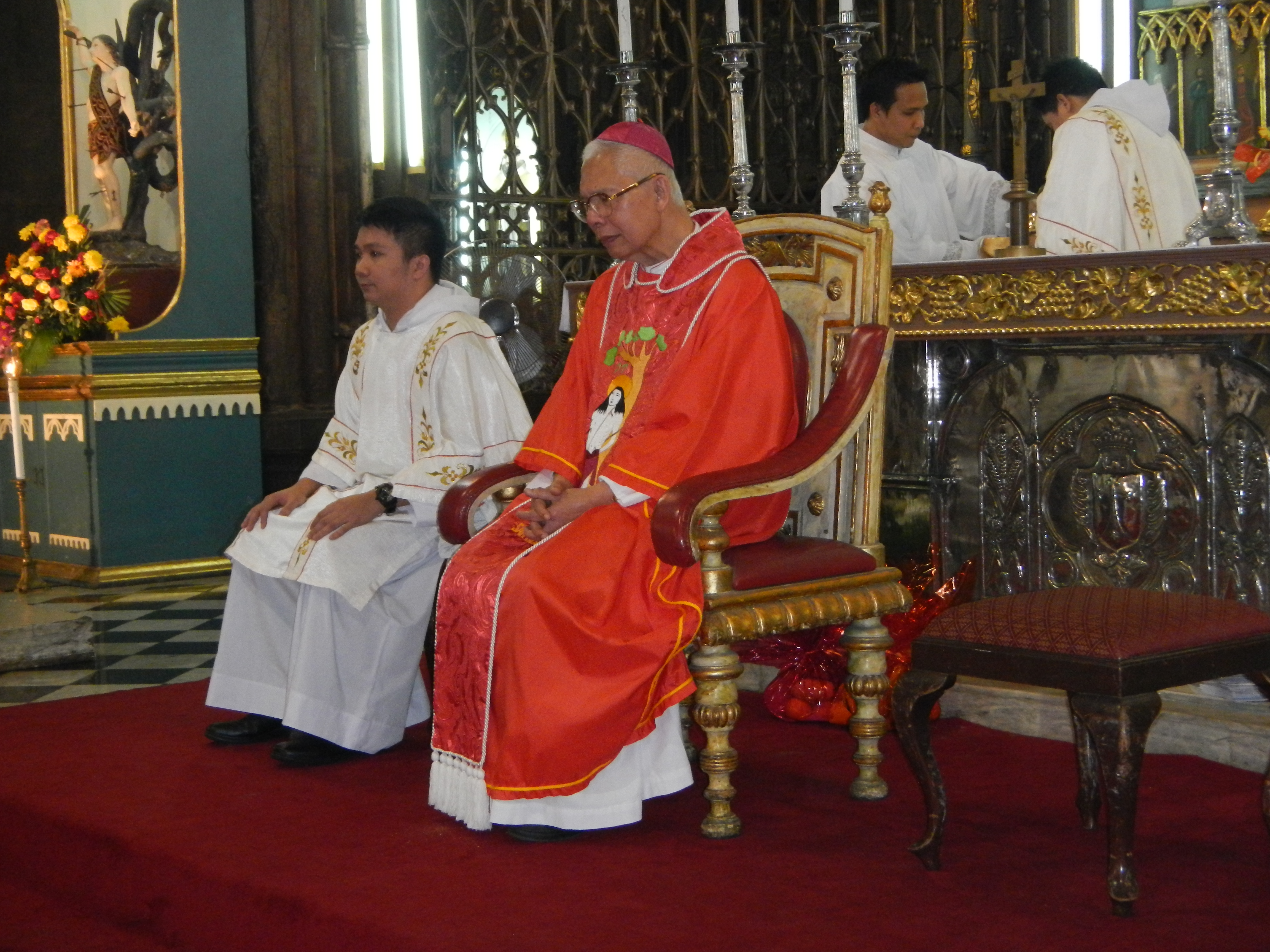
Weihbischof Teodoro Buhain bei einer Bischofsmesse in der Basílica de San Sebastián (Manila) (2014)

Teodoro Javier Buhain (* 4. August 1937 in Bacoor; † 13. November 2024 in San Juan) war ein philippinischer römisch-katholischer Geistlicher und Weihbischof in Manila.

## Leben
Teodoro J. Buhain empfing am 21. Dezember 1960 das Sakrament der Priesterweihe.
Papst Johannes Paul II. ernannte ihn am 5. Januar 1983 zum Titularbischof von Bacanaria und zum Weihbischof in Manila. Der Apostolische Nuntius auf den Philippinen, Erzbischof Bruno Torpigliani, spendet ihm am 21. Februar desselben Jahres in der Kathedrale von Manila die Bischofsweihe; Mitkonsekratoren waren Oscar V. Cruz, Bischof von San Fernando, und Amado Paulino y Hernandez, Weihbischof in Manila.
Von seinem Amt trat er am 23. September 2003 zurück. Er starb im Alter von 87 Jahren im Cardinal Santos Medical Center in San Juan.

## Einzelnachweis
1. ↑  Retired auxiliary bishop Teodoro Buhain of Manila dies at 87. In: interaksion. Philstar Global Corp., 13. November 2024, abgerufen am 13. November 2024 (englisch).

| Personendaten    | Personendaten                                                           |
| ---------------- | ----------------------------------------------------------------------- |
| NAME             | Buhain, Teodoro                                                         |
| ALTERNATIVNAMEN  | Buhain, Teodoro J.                                                      |
| KURZBESCHREIBUNG | philippinischer römisch-katholischer Geistlicher, Weihbischof in Manila |
| GEBURTSDATUM     | 4. August 1937                                                          |
| GEBURTSORT       | Bacoor                                                                  |
| STERBEDATUM      | 13. November 2024                                                       |
| STERBEORT        | San Juan                                                                |